# Мартінова
Мартінова (словац. Martinová, угор. Nemesmartonfala) — село, громада в окрузі Рімавска Собота, Банськобистрицький край, Словаччина. Кадастрова площа громади — 3,78 км². Населення — 201 особа (за оцінкою на 31 грудня 2017 р.).
Знаходиться за ~18 км на південний схід від адмінцентру округу міста Рімавська Собота.

## Історія
Перша згадка 1427 року як Martonfalua. Історичні назви: з 1920-го як Martinivce, з 1927-го як Martinová, угор. Martonfalva.
1828 року село мало 51 будинок і 351 мешканець. 1837-го — 407 мешканців.
У 1938—1944 рр. перебувало у складі Угорщини.

## Географія
Село розташоване в південній частині Рімавскої котловини на лівій притоці і лівобережній терасі Рімави. Висота в центрі поселення — 178 м, на території громади — від 164 до 206 м над рівнем моря.
Річка Рімава протікає за бл. 700 м південніше центра села. Протікає Белінський потік.

## Транспорт
Автошляхи:
- 571 (Cesty II. triedy) Філяково (I/71) — I/67 (Абовце).
- 2791 (Cesty III. triedy) Мартінова (II/571) — Šimonovce (III/2790).

Залізнична лінія Єсенске — Ленартовце:
- найближчий зупинний пункт Дубовєц 48°18′18″ пн. ш. 20°09′24″ сх. д.H G O.

## Населення
| Рік:            | 1994. | 2004.   | 2014.   | 2024.  |
| --------------- | ----- | ------- | ------- | ------ |
| Кількість осіб: | 198   | 197     | 200     | 205    |
| Різниця:        |       | -0,50 % | +1,52 % | +2,5 % |

| Рік:            | 2023. | 2024.   |
| --------------- | ----- | ------- |
| Кількість осіб: | 209   | 205     |
| Різниця:        |       | -1,91 % |

## Пам'ятки
- Реформістський костел 1760 року, бароко, класицизм; мальовані дерев'яні chór a lavice за XVIII століття.